# Corvi della Torre di Londra

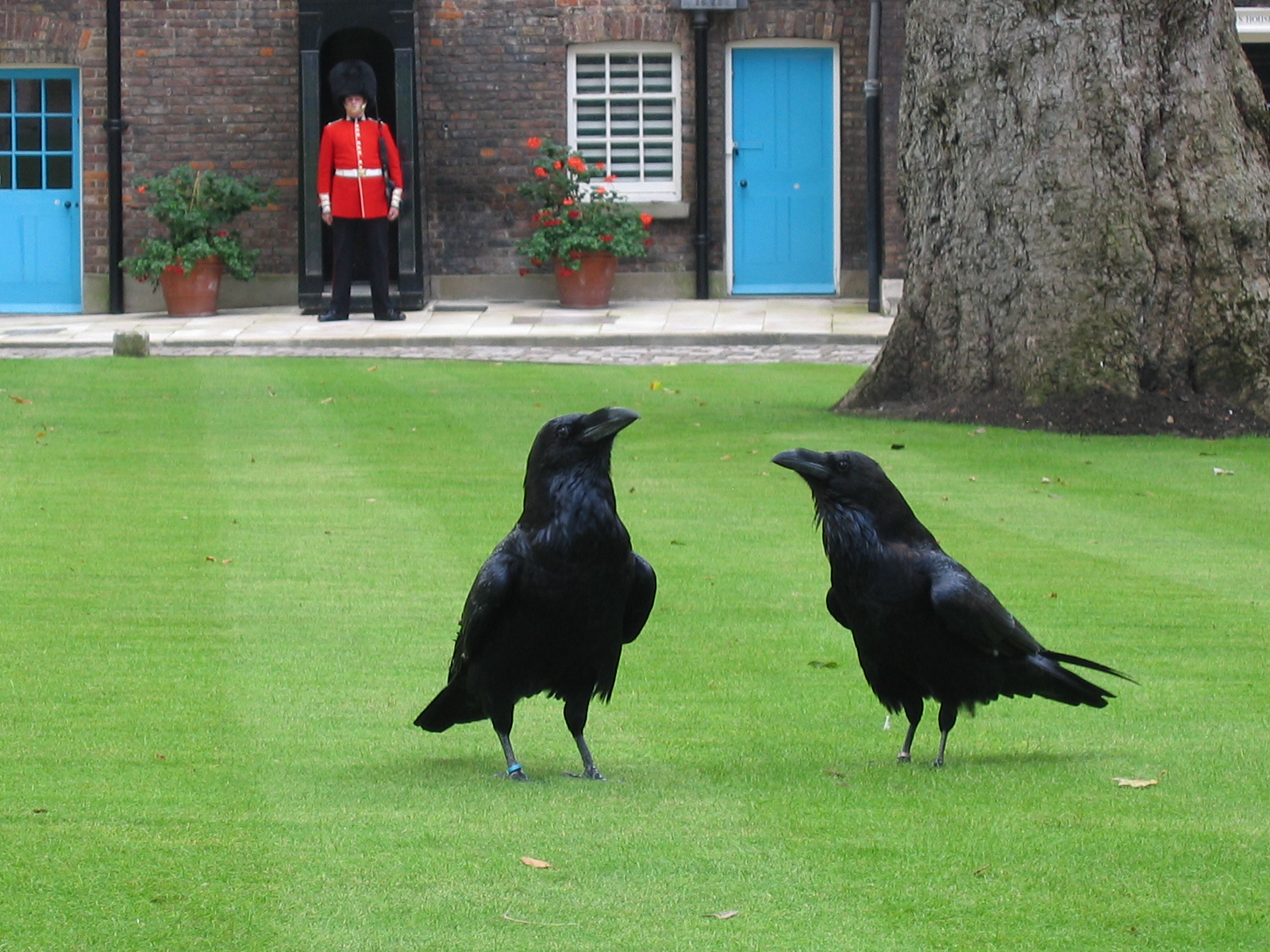
Due corvi sul Tower Green, luogo all'interno del castello dove vennero eseguite numerose esecuzioni sommarie

I corvi della Torre di Londra sono una popolazione di volatili appartenenti alla specie Corvus corax (corvo imperiale), che vivono in cattività all'interno della fortificazione. La presenza di questi corvi è tradizionalmente ritenuta una protezione della Corona britannica e della Torre stessa; una superstizione legherebbe il destino dei corvi a quello della corona britannica: "se i corvi della Torre di Londra moriranno o voleranno via, la Corona cadrà e con essa la Gran Bretagna".
Sebbene superficialmente simili ai comunissimi corvi neri ancora presenti ovunque nella città, questi corvi più grandi e più carnivori, storicamente comuni in tutta la Gran Bretagna, sono scomparsi da gran parte del loro areale e nella città di Londra oggi possono sopravvivere solo in cattività presso la Torre, con il supporto dell'uomo. La leggenda locale fa risalire l'origine della popolazione di corvi in cattività al periodo della restaurazione inglese, che fece seguito alla Rivoluzione inglese, sotto il regno di Carlo II dal 1660 al 1685. Alcuni storici tuttavia ritengono che la mitologia sui corvi della Torre sia un'invenzione, probabilmente una leggenda successiva di epoca vittoriana.

## Leggende

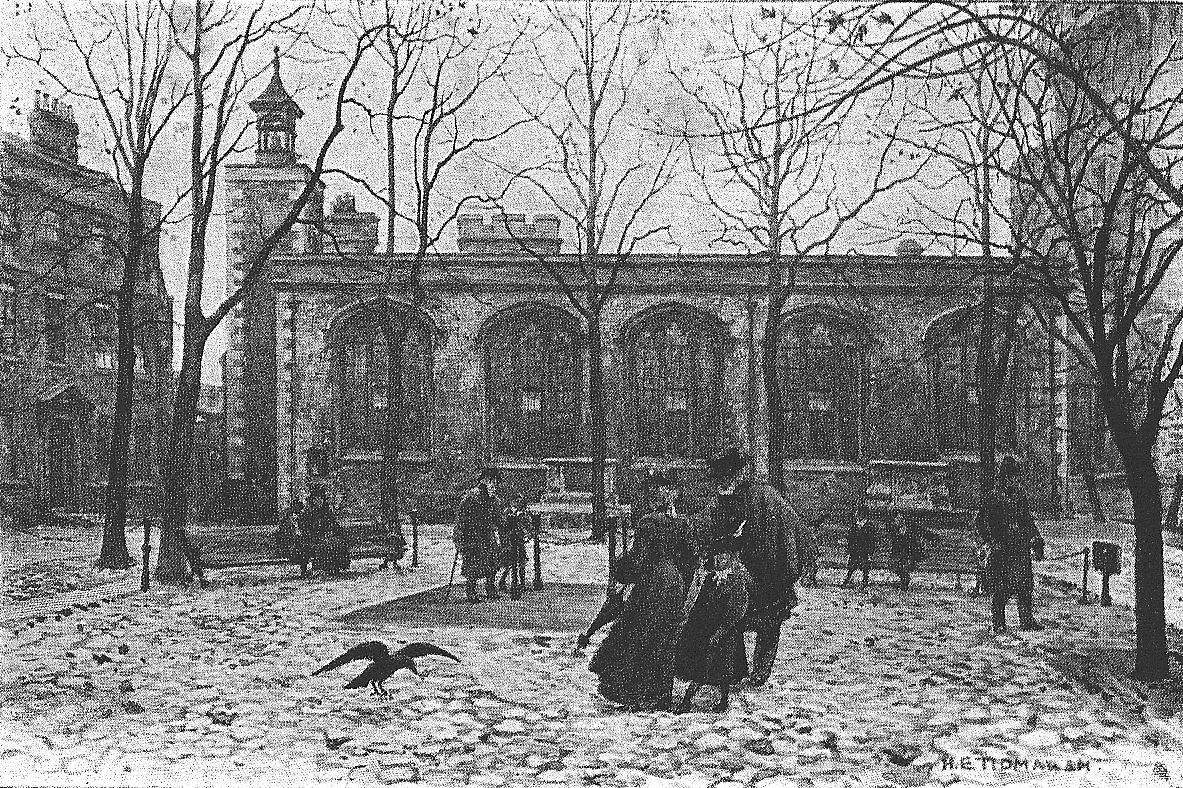
Raffigurazione ottocentesca del Tower Green, dove è visibile anche un corvo.

Una delle prime leggende a mettere in relazione la Torre con i corvi è il racconto del dio celtico Brân il Benedetto (in gallese: Bendigeidfran, letteralmente "Corvo benedetto") che fu ferito a morte in una battaglia reciprocamente rovinosa contro il re irlandese Matholwch, colpevole di aver trattato con crudeltà Branwen, sorella di Brân. Quest'ultimo ordinò poi ai suoi seguaci di tagliargli la testa e di seppellirla sotto la White Hill, dove ora sorge la Torre, rivolta verso la Francia, come un talismano destinato a proteggere la Gran Bretagna dalle invasioni straniere.

## I corvi sulla Torre

### Storia dei corvi
Durante la seconda guerra mondiale, un solo corvo riuscì a sopravvivere ai bombardamenti subiti dalla città nella battaglia d'Inghilterra. Per questo, il primo ministro Winston Churchill ordinò un ripopolamento della colonia con nuovi esemplari, fino a portare il gruppo alla sua dimensione originaria. I corvi della torre sono stati arruolati come militari del Regno; per loro sono stati anche emessi documenti che ne attestano lo status, come se si trattasse di veri e propri soldati o poliziotti. Al pari dei soldati, i corvi possono essere congedati per cattiva condotta.
La maggior parte dei londinesi apprezza i corvi, ma talvolta alcuni di questi uccelli possono diventare sgraditi a causa di un comportamento inappropriato. Ad esempio, il "corvo George" fu ufficialmente esonerato dal suo incarico nei confronti della Corona e confinato nel Galles, in seguito all'attacco e alla distruzione di alcune antenne televisive. Per la gestione dell'incidente, è stato perfino emesso un apposito provvedimento: «Sabato 13 settembre 1986, il corvo George, arruolato nel 1975, è stato inviato al Welsh Mountain Zoo. Per la condotta insoddisfacente, il suo servizio non è più richiesto.»
Nel 1996 altri due corvi sono stati dimessi dalla colonia per "condotta disdicevole nei confronti degli abitanti della Torre".
Sebbene ai corvi siano tarpate le penne remiganti su un'ala, a volte essi disertano abbandonando le loro funzioni. Nel 1981 il corvo Grog, dopo 21 anni di servizio fedele alla Corona, decise di lasciare i dintorni della torre in favore di quelli di un pub. Al contrario, un corvo chiamato Mabel fu rapito dalla torre subito dopo la seconda guerra mondiale, un mistero che non è mai stato svelato.
Un'altra curiosa vicenda riguarda due corvi chiamati "James Crow" ed "Edgar Sopper". James Crow fu un corvo longevo e molto amato. Dopo aver notato la grande commozione portata dalla morte di James, Edgar Sopper scoprì che avrebbe potuto "fingersi morto" al fine di attrarre maggiore attenzione su di sé. Il trucco fu così convincente che il guardiano dei corvi era pienamente convinto della sua morte. Si racconta che quando il guardiano ne prese il "cadavere" fra le mani, Edgar Sopper morse un dito dell'uomo e "sbatté le ali gracchiando enormi risate da corvo".
Nel 1990, un ciambellano di nome Norman Hood morì nella sua stanza nella Torre. L'ex assistente tutore dei corvi ha riferito che i volatili parevano essere consapevoli della morte, poiché subito si erano radunati sulla Torre Verde vicina alla cappella, dapprima gridando e poi zittendosi, come per rendergli omaggio. L'idea non dovrebbe essere screditata, dal momento che è stato ampiamente riportato come i corvidi siano soliti celebrare una sorta di "funerali" in presenza di un corvo morto, nei quali piangono e si aggirano in silenzio attorno alla carogna.
Lo spelling del nome dei corvi della Torre di Londra è Gripp, dal nome del corvo da compagnia di Charles Dickens Grip.

### Eventi recenti

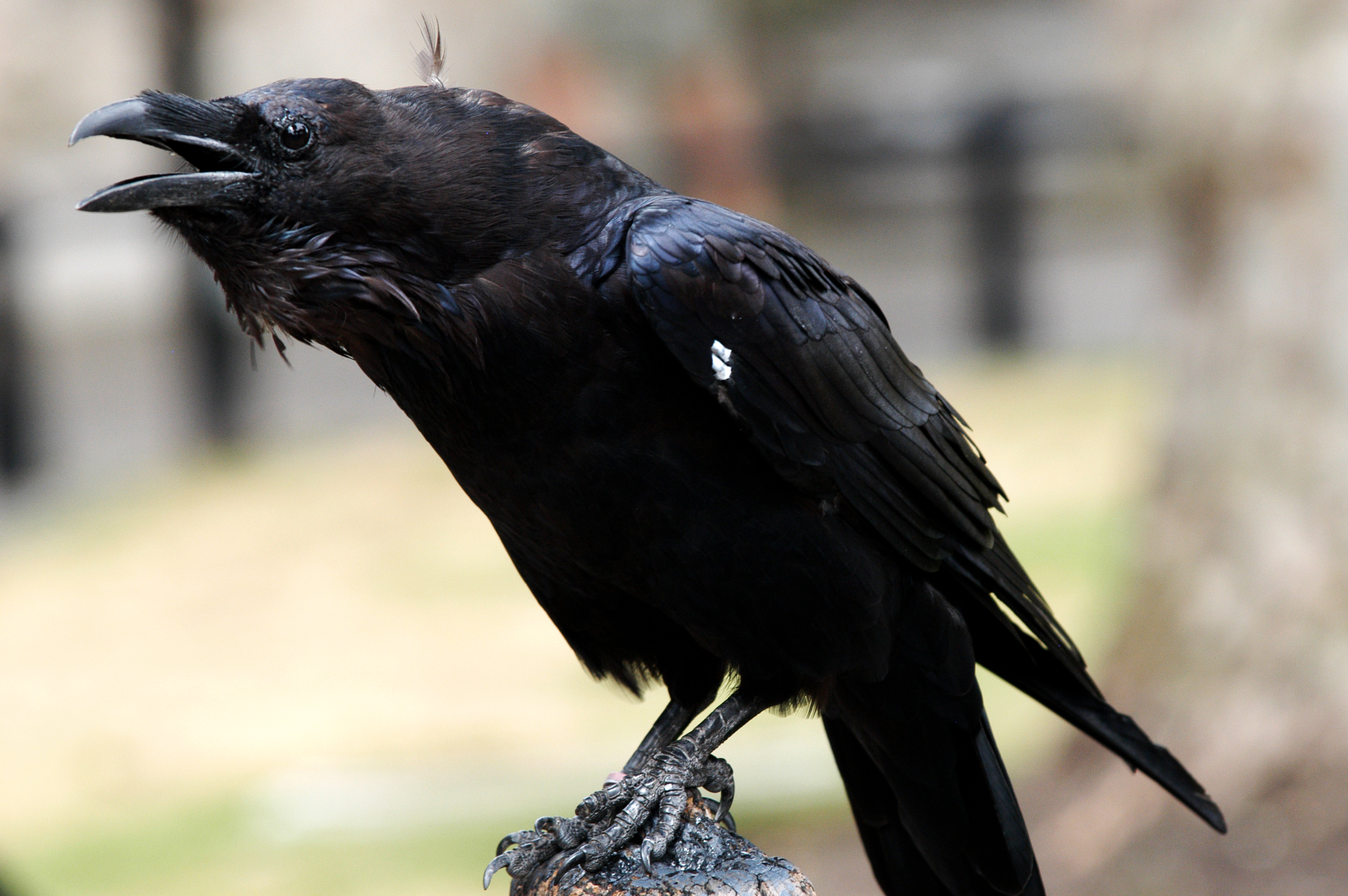
Primo piano di un corvo della Torre di Londra.

Al giorno d'oggi i corvi della Torre di Londra sono una delle attrazioni principali per i turisti che visitano la città di Londra. È stato riportato come il presidente russo Vladimir Putin sia stato impressionato dalle capacità verbali dei volatili, dato che uno dei corvi salutava ogni persona con un «Good morning» (buongiorno). Tuttavia, i visitatori sono invitati a non offrire cibo ai corvi e sono avvertiti del rischio di essere morsi da un corvo che dovesse sentirsi minacciato.
Dal 1987 i corvi della Torre sono stati oggetto di un efficace programma di riproduzione in cattività. Per esempio, nel corso del tempo, sono nati e cresciuti 17 pulcini da una coppia di corvi conosciuti come "Charlie" e "Rhys". Charlie ebbe una sorte infelice: dopo aver morso un cane poliziotto (chiamato anche lui Charlie), questo lo strinse forte fra i suoi denti. Il morso del cane lo uccise.
Dopo la diffusione globale del virus H5N1 nel 2006, i corvi sono stati chiusi in "voliere su misura".
Un rapporto pubblicato nel 2005, ha rivelato che i corvi selvatici furono bersaglio di fucilate per proteggere quelli della Torre dalle malattie e dalla competizione per il cibo.